# (4093) Bennett
(4093) Bennett (1986 VD) – planetoida z grupy pasa głównego asteroid okrążająca Słońce w ciągu 5,24 lat w średniej odległości 3,02 j.a. Odkryta 4 listopada 1986 roku.